# Stehaufmännchen

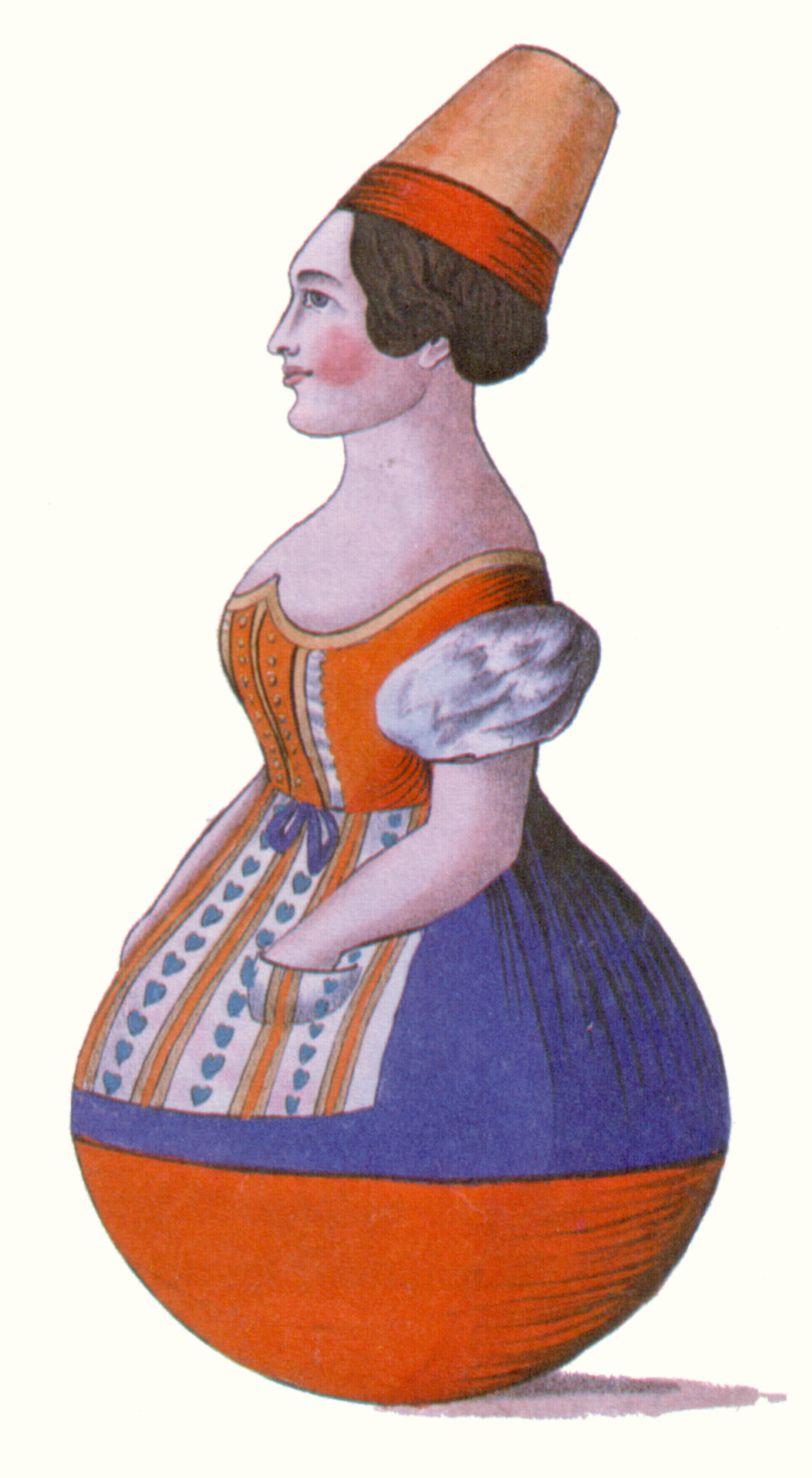
Stehauffigur in griechischer Tracht (aus einem Nürnberger Spielzeug-Musterbuch des 19. Jahrhunderts)

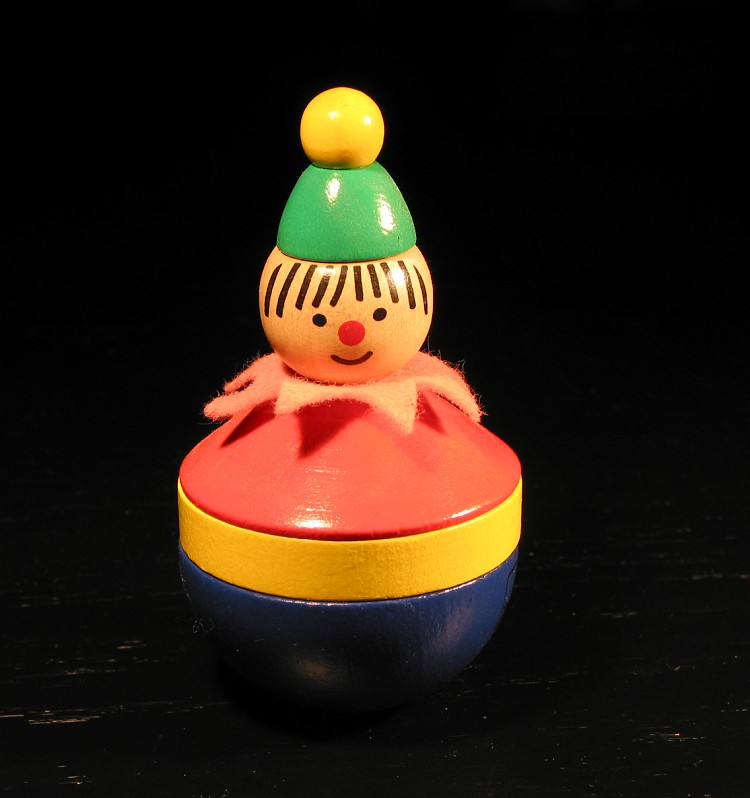
Stehaufmännchen

Ein Stehaufmännchen ist ein Gegenstand, häufig in Gestalt einer menschlichen Figur, der sich von selbst immer in aufrechte Lage bringt.

## Prinzip
Die Stehauffigur besitzt in der Regel eine abgerundete Unterseite und einen sehr tief liegenden Schwerpunkt. Jede Veränderung der Lage eines Stehaufmännchens führt dadurch zu einem Anheben des Schwerpunktes, so dass das Stehaufmännchen durch die Schwerkraft wieder aufgerichtet wird. Besitzt das Stehaufmännchen eine halbkugelförmige Unterseite, so muss der Schwerpunkt unterhalb des Mittelpunkts der Kugel liegen.
Nach dem gleichen physikalischen Prinzip gibt es auch Gegenstände, die auf einem „Stehaufbein“ befestigt sind, beispielsweise ein Punchingball, ein Globus oder ein einbeiniger Hocker. Einige Schiffstypen, zum Beispiel Segelyachten, werden ebenfalls mit einem sehr niedrig liegenden Schwerpunkt konstruiert, damit sie bei starkem Seegang oder Seitenwind von alleine wieder aus ihrer Schräglage zurückkehren und nicht kentern können.

## Redewendung

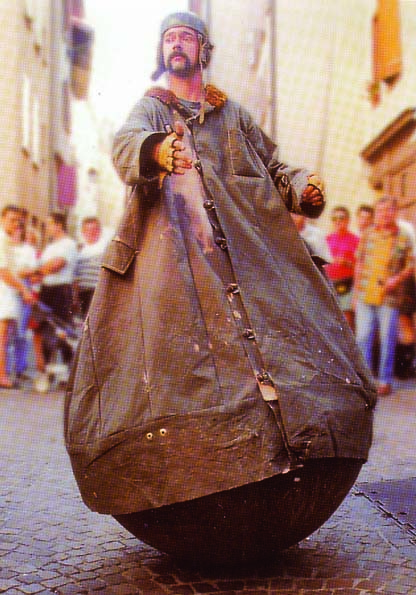
Stehaufmann

Umgangssprachlich wird der Begriff Stehaufmännchen für solche Personen verwendet, die sich nicht durch Niederlagen oder Misserfolge entmutigen lassen, diese überwinden und sich immer wieder neu „auf das Leben einlassen“ und versuchen, es selbst zu meistern. In der Psychologie wird diese Fähigkeit als Resilienz oder Handlungsorientierung bezeichnet.